# Man frage nicht
Das Gedicht Man frage nicht des österreichischen Schriftstellers Karl Kraus erschien im Oktober 1933 in der 888. Ausgabe der von ihm herausgegebenen Zeitschrift Die Fackel. Der als Reaktion auf die Machtübergabe an die Nationalsozialisten im Deutschen Reich zu verstehende Text erhielt eine Reihe literarischer Antworten, etwa von Wieland Herzfelde und Bertolt Brecht.
Kraus veröffentlichte das Gedicht anstelle einer umfangreicheren Arbeit, der Dritten Walpurgisnacht, die scharfe Kritik am Nationalsozialismus enthielt. Die Fackel erschien in diesem Jahr nur mit einer einzigen dieses Gedicht enthaltenden vierseitigen Ausgabe.
Das Manuskript des Gedichts enthält eine Widmung Kraus’ an seine langjährige Gesprächspartnerin Sidonie Nádherná von Borutín. Ob es als vor allem an sie gerichtet zu verstehen ist, ist unklar.

## Wortlaut
Man frage nicht, was all die Zeit ich machte.
Ich bleibe stumm;
und sage nicht, warum.
Und Stille gibt es, da die Erde krachte.
Kein Wort, das traf;
man spricht nur aus dem Schlaf.
Und träumt von einer Sonne, welche lachte.
Es geht vorbei;
nachher war's einerlei.
Das Wort entschlief, als jene Welt erwachte.

## Reaktionen
Zahlreiche polemisierende Reaktionen auf das Gedicht finden sich in zeitgenössischen antifaschistischen Exil-Zeitschriften.
Das Gedicht provozierte Zwei Grabreden auf Karl Kraus (1933), Wieland Herzfelde warf dem Dichter darin Flucht vor.
Bertolt Brecht schrieb noch 1933 ein Gedicht über die „Bedeutung“ dieses Kraus'schen Gedichts, das den Autor zunächst zu verteidigen suchte:
Als der Beredte sich entschuldigte
Daß seine Stimme versage
Trat das Schweigen vor den Richtertisch
Nahm das Tuch vom Antlitz und
Gab sich zu erkennen als Zeuge.
1934 nahm Brecht noch einmal im Gedicht Über den schnellen Fall des guten Unwissenden auf Man frage nicht Bezug. Darin kündigte er Kraus nach dessen Befürwortung der Unterdrückung des Februaraufstandes schließlich die Freundschaft:
Als wir den Beredten seines Schweigens wegen entschuldigt hatten
verging zwischen der Niederschrift des Lobs und seiner Ankunft
eine kleine Zeit. In der sprach er.
In der Fackel Nr. 889, die 1934 erschien, erschien eine direkte Stellungnahme zur Veröffentlichung des Gedichts.
Im Dritten Reich war Kraus’ Werk auf die „Liste des schädlichen und unerwünschten Schrifttums“ gesetzt worden.

## Wirkung
Das anthologische Standardwerk Epochen deutscher Lyrik von Walther Killy sieht das Krausgedicht exemplarisch für die deutsche Lyrik ab 1933 und gibt auch die Reaktionen anderer Dichter wieder.
Vielfach wird das Gedicht von Interpreten als Unvermögen des Dichters gedeutet, zum Nationalsozialismus Stellung zu nehmen. Kraus hingegen gab als Grund für sein Schweigen vor allem die Rücksicht auf Dritte in seinem Umfeld an, deren Leben er durch die Nazis provozierende Veröffentlichungen in Gefahr sähe: dass er „den schmerzlichsten Verzicht auf den literarischen Effekt geringer achtet als das tragische Opfer des ärmsten anonym verschollenen Menschenlebens“, hieß es von seiner Seite Ende Juli 1934. Die von Kraus zurückgehaltene Dritte Walpurgisnacht, an deren Stelle er Man frage nicht publiziert hatte, erschien erst nach 1945 posthum.

## Einzelbelege
1. ↑  Warum die Fackel nicht erscheint, in: Die Fackel Nr. 890–905, Ende Juli 1934, S. 10.
2. ↑  Band 9 (Gedichte), S. 639. Vgl. Die Fackel Nr. 888, Oktober 1933, S. 4.
3. ↑  Schick, Karl Kraus, S. 129; s. a. Bert Brecht: „Über die Bedeutung des zehnzeiligen Gedichtes in der 888. Nummer der Fackel“ (Memento vom 20. September 2005 im Internet Archive) (Oktober 1933)
4. ↑  Warum die Fackel nicht erscheint, in: Die Fackel Nr. 890–905, Ende Juli 1934, S. 10.